# Schoenorchis latifolia
Schoenorchis latifolia är en orkidéart som först beskrevs av Cecil Ernest Claude Fischer, och fick sitt nu gällande namn av Cecil John Saldanha. Schoenorchis latifolia ingår i släktet Schoenorchis och familjen orkidéer. Inga underarter finns listade i Catalogue of Life.